# Jacopo Sannazaro

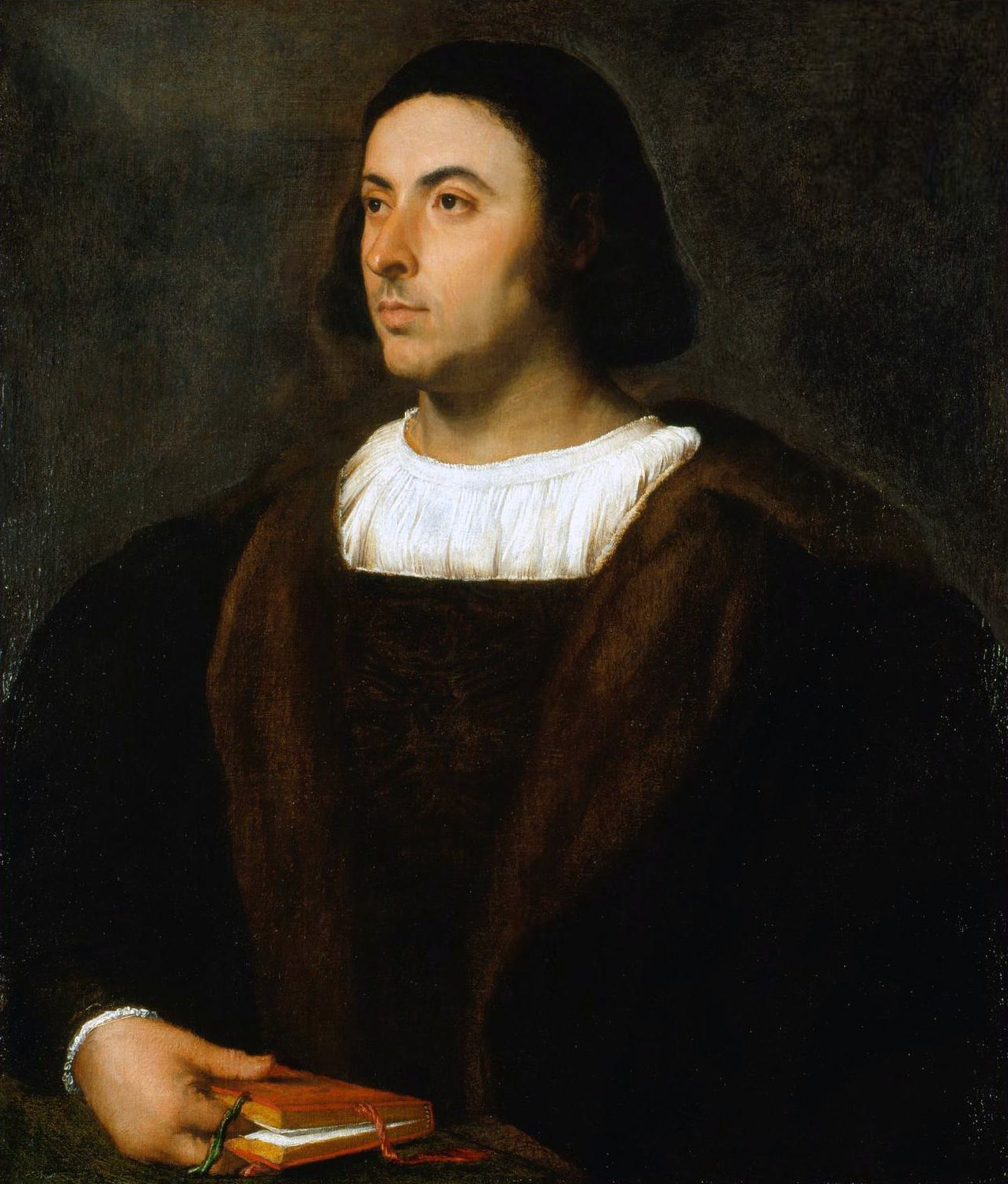
Jacopo Sannazaro (ca. 1514-18), portret door Titiaan uit de Royal Collection te Londen

Jacopo Sannazaro (Napels, 28 juli 1458 – Somma Vesuviana, 6 augustus 1530), ook bekend als Actius Sincerus Sannazarius, was een renaissancedichter die zowel in het Italiaans (Napolitaans) als in het Latijn schreef. Zijn bekendste werk is Arcadia.

## Leven
Sannazaro werd op 28 juli 1458 geboren te Napels op dezelfde dag als het feest van St. Nazarius, de patroonheilige van zijn familie. De familie was rijk geworden door het bezit van zwavelmijnen en doordat ze al sinds 1381 in dienst van de Napolitaanse koning was. Napels was dankzij het koningshuis een van de meest belangrijke Neolatijnse poëtische centra in Italië.
Zijn moeder, Masella di Santomango, zorgde ervoor dat de beste leraren van Napels hem onderwezen. Lucio Crasso en Giuniano Maio, twee vooraanstaande humanistische geleerden, gaven Jacopo en zijn broer, Marc Antonio, les. Deze twee geleerden werden later goede vrienden van hem.
Masella haalde in 1469 haar zonen weg uit Napels, omdat ze de stad te duur vond. In 1473 overtuigde Maio haar om Jacopo terug naar Napels te sturen, omdat hij zo onder de indruk van hem was.
Hij ging studeren aan de Accademia Pontaniana waar hij in contact kwam met vele grote geleerden uit zijn tijd (o.a. Lorenzo Valla, Giovanni Gioviano Pontano) zodat er wederzijdse beïnvloeding op hun werken was. Pontano was zijn leermeester, vaderfiguur en vriend. Sannazaro’s vader was kort na de geboorte van Marc Antonio gestorven in 1462. Zijn moeder stierf in 1475 op zijn 17e verjaardag.
Sannazaro was al vroeg in z’n leven (vanaf 1481) bekend bij de aristocratie van Napels door zijn vertoning aan het hof van de koning. Hij leidde belangrijke gasten rond bij ruïnes van de Campi Flegrei en Cumae. Verder vergezelde hij de koning tijdens twee legerexpedities. Zo werd zijn werk steeds onderbroken en om die reden zou hij het grootste deel van zijn werk pas aan het einde van z’n leven voltooien en uitgeven.
Eind februari 1495 viel Karel VIII van Frankrijk Napels binnen waardoor Sannazaro vluchtte. Lodewijk XII van Frankrijk viel 4 augustus 1501 met een nieuwe invasie Napels binnen. Sannazaro had een nauwe band met koning Federigo. De koning maakte hem peetoom van zijn zoon in 1492 en gaf hem in 1499 een villa aan de baai van Napels. Op 6 september 1501 ging hij vrijwillig met Federigo in ballingschap. In 1502 kwam Napels na een oorlog tussen Frankrijk en Spanje onder Spaans gezag wat zo bleef tot 1733.
Tussen 1504 en 1512 trok Sannazaro zich terug uit het openbare leven. Hij kreeg veel tegenslagen te verduren: in 1503 stierf Pontano, 1504 stierf Federigo en na 1513 kreeg hij last van zijn buik. In deze tijd ontmoette hij Cassandra Marchese met wie hij een hechte band kreeg. Hij had in 1524 geholpen bij de bouw van twee kapellen in Mergellina waarvan er een van St. Nazarius was. In 1529 beloofden de priesters hem een tombe in deze kapel te geven.
In 1527 werd hij door de pest uit Napels verdreven en ging naar Somma Vesuviana. Cassandra woonde daar vlakbij. 's Zomers verbleef hij in haar plattelandhuis waar hij Italiaanse sonnetten schreef. Hij stierf daar 6 augustus 1530 op 72-jarige leeftijd.
Na zijn dood verzamelden Sannazaro’s vrienden zijn werk en gaven het uit. Later werd zijn werk in Venetië, Rome en Parijs uitgegeven. Er werden vele herdrukken, vertalingen en commentaren op Arcadia gemaakt. In de 16e eeuw had zijn faam en invloed zich door heel Italië en West-Europa verspreid wat bleek uit de vele imitaties van zijn werk.

## Werken
Pastorale elementen zijn erg aanwezig in Sannazaro’s werk; hij wilde graag in Vergilius’ voetsporen treden.
Italiaanse werken
- Arcadia (1504)
- Diana
- Rime (1530)
- Menina e Moça
- Farse

Latijnse werken
- Piscatoriae Eclogae (1526)
- De Partu Virginis (1526)
- Lamentatio de Morte Christi (1526)
- Salices (1526)
- Elegiae
- Epigrammen & oden